# 平田紀一
平田 紀一（ひらた きいち / のりかず、1886年（明治19年）3月17日 - 1938年（昭和13年）5月28日）は、日本の官僚。山梨県知事、群馬県知事、富山市長を歴任した。

## 生涯
現在の福島県会津美里町出身。三高を経て1911年（明治44年）に東京帝国大学を卒業。法科大学法律学科（独法）の同期生に石坂泰三、重光葵、正力松太郎などがいる。同年に高等文官試験に合格し、内務省に入省した。

### 経歴
平田の官歴は茨城県属に始まり、警視として富山県で警務課長、衛生課長を務める。富山はおよそ20年後に市長に迎えられる地であった。大阪府理事官、同工場課長を経て、米国出張。鎌田栄吉、河原田稼吉らと国際労働会議に参加した。佐賀県警察部、新潟県警察部の各警察部長、滋賀県内務部長を経て、太田政弘警視総監のもとで警視庁官房主事を務めた。次いで本省で警保局図書課長、都市計画課長を務めるなど、平田の官歴は順調なものであった。1929年（昭和4年）7月5日、山梨県知事に起用されたが、この知事起用は抜擢であった。同年3月29日には山梨県体育協会が総説され、平田は初代総裁となり、会長に伊藤爽也、理事長には山梨日日新聞社社長の野口二郎が就任した。
山梨県知事には2年弱在任した後群馬県知事に補されるが、約半年後の1931年（昭和6年）12月18日に休職。1932年（昭和7年）1月29日、依願免本官となり退官した。1935年（昭和10年）に富山市長に就任したが、病を得て9ヶ月で退任となった。日本赤十字社特別社員、会津会会員、享年53。

### 知事・市長
平田は濱口内閣によって山梨県知事に起用された。内閣の政策に沿って県公私経済緊縮委員会を設けて緊縮政策をとる。安達謙蔵内相が来県した際は発起人として歓迎会を開き、地方病撲滅、富士川改修などを要望した。平田は昭和恐慌の対策を行い民政知事といわれた。しかし一方では平田と民政党の癒着を弾劾する県民大会が開かれている。濱口雄幸総理が銃撃され内閣は総辞職となり、後継の第二次若槻内閣によって群馬県知事に移る。在任中に上越線清水トンネルが開通し、県内の温泉資源の開発が課題となった。平田は県会で積極的な姿勢を示し、国立公園指定運動の契機をつくる。若槻内閣の後に政友会を基盤とする犬養内閣が成立し、平田は知事を解任された。富山市長の在任は短期間であったが、日満産業大博覧会の準備、隣接する町村との合併計画、工場誘致などに着手し、富山市民の信望を得ていた。

## 栄典
- 1930年（昭和5年）12月5日 - 帝都復興記念章[18]